# Kanada na Mistrzostwach Świata w Lekkoatletyce 2013
Kanada na Mistrzostwach Świata w Lekkoatletyce 2013 – reprezentacja Kanady podczas mistrzostw świata w Moskwie liczyła 45 zawodników. Zdobyła 5 medali.

## Medaliści
| Medal | Zawodnik                                                     | Konkurencja                 |
| ----- | ------------------------------------------------------------ | --------------------------- |
|       | Brianne Theisen-Eaton                                        | Siedmiobój kobiet           |
|       | Dylan Armstrong                                              | Pchnięcie kulą mężczyzn     |
|       | Damian Warner                                                | Dziesięciobój mężczyzn      |
|       | Derek Drouin                                                 | Skok wzwyż mężczyzn         |
|       | Aaron Brown Dontae Richards-Kwok Gavin Smellie Justyn Warner | Sztafeta 4 × 100 m mężczyzn |

## Występy reprezentantów Kanady

### Mężczyźni

#### Konkurencje biegowe
| Konkurencja                   | Zawodnik                                                     | Eliminacje   | Eliminacje | Półfinał | Półfinał | Finał         | Finał   |
| Konkurencja                   | Zawodnik                                                     | Rezultat     | Pozycja    | Rezultat | Pozycja  | Rezultat      | Pozycja |
| ----------------------------- | ------------------------------------------------------------ | ------------ | ---------- | -------- | -------- | ------------- | ------- |
| Bieg na 100 m                 | Aaron Brown                                                  | 10,15        | 13. Q      | 10,15    | 13.      | NQ            | NQ      |
| Bieg na 100 m                 | Gavin Smellie                                                | 10,30        | 31. Q      | 10,30    | 20.      | NQ            | NQ      |
| Bieg na 100 m                 | Sam Effah                                                    | 10,21        | 22.        | NQ       | NQ       | NQ            | NQ      |
| Bieg na 200 m                 | Tremaine Harris                                              | 20,68        | 22.        | NQ       | NQ       | NQ            | NQ      |
| Bieg na 800 m                 | Anthony Romaniw                                              | 1:47,98      | 34.        | NQ       | NQ       | NQ            | NQ      |
| Bieg na 1500 m                | Nathan Brannen                                               | 3:38,49      | 5. Q       | 3:36,59  | 7. q     | 3:38,09       | 10.     |
| Bieg na 10 000 m              | Mohammed Ahmed                                               | —            | —          | —        | —        | 27:35,76 (SB) | 9.      |
| Bieg na 10 000 m              | Cameron Levins                                               | —            | —          | —        | —        | 27:47,89 (SB) | 14.     |
| Maraton                       | Rob Watson                                                   | —            | —          | —        | —        | 2:16:28 (SB)  | 20.     |
| Bieg na 3000 m z przeszkodami | Alex Genest                                                  | 8:24,56      | 15. q      | —        | —        | 8:27,01       | 13.     |
| Bieg na 3000 m z przeszkodami | Matthew Hughes                                               | 8:16,93 (PB) | 2. Q       | —        | —        | 8:11,64 (NR)  | 6.      |
| Bieg na 3000 m z przeszkodami | Chris Winter                                                 | 8:29,36      | 23.        | —        | —        | NQ            | NQ      |
| Chód na 20 km                 | Iñaki Gomez                                                  | —            | —          | —        | —        | 1:22:21 (SB)  | 8.      |
| Chód na 20 km                 | Benjamin Thorne                                              | —            | —          | —        | —        | 1:24:26       | 20.     |
| Chód na 50 km                 | Evan Dunfee                                                  | —            | —          | —        | —        | 3:59:28 (PB)  | 36.     |
| Sztafeta 4 × 100 m            | Gavin Smellie Aaron Brown Dontae Richards-Kwok Justyn Warner | 38,29 (SB)   | 6. Q       | —        | —        | 37,92 (SB)    | brąz    |

#### Konkurencje techniczne
| Konkurencja    | Zawodnik        | Eliminacje | Eliminacje | Finał         | Finał   |
| Konkurencja    | Zawodnik        | Rezultat   | Pozycja    | Rezultat      | Pozycja |
| -------------- | --------------- | ---------- | ---------- | ------------- | ------- |
| Skok wzwyż     | Derek Drouin    | 2,29 m     | 8. q       | 2,38 m (NR)   | brąz    |
| Skok wzwyż     | Michael Mason   | 2,17 m     | 25.        | NQ            | NQ      |
| Skok o tyczce  | Shawnacy Barber | 5,40 m     | 27.        | NQ            | NQ      |
| Pchnięcie kulą | Dylan Armstrong | 20,39      | 7. q       | 21,34 (SB)    | brąz    |
| Pchnięcie kulą | Tim Nedow       | 18,72      | 24.        | NQ            | NQ      |
| Dziesięciobój  | Damian Warner   | —          | —          | 8512 pkt (PB) | brąz    |

### Kobiety

#### Konkurencje biegowe
| Konkurencja                | Zawodniczka                                                         | Eliminacje   | Eliminacje | Półfinał     | Półfinał | Finał    | Finał   |
| Konkurencja                | Zawodniczka                                                         | Rezultat     | Pozycja    | Rezultat     | Pozycja  | Rezultat | Pozycja |
| -------------------------- | ------------------------------------------------------------------- | ------------ | ---------- | ------------ | -------- | -------- | ------- |
| Bieg na 200 m              | Crystal Emmanuel                                                    | DQ           | –          | NQ           | NQ       | NQ       | NQ      |
| Bieg na 200 m              | Kimberly Hyacinthe                                                  | 23,19        | 23. Q      | 23,12        | 17.      | NQ       | NQ      |
| Bieg na 400 m              | Alicia Brown                                                        | 53,26        | 30.        | NQ           | NQ       | NQ       | NQ      |
| Bieg na 800 m              | Karine Belleau-Beliveau                                             | 2:02,93      | 28.        | NQ           | NQ       | NQ       | NQ      |
| Bieg na 800 m              | Melissa Bishop                                                      | 2:01,91      | 23.        | NQ           | NQ       | NQ       | NQ      |
| Bieg na 1500 m             | Sheila Reid                                                         | 4:10,90      | 27.        | NQ           | NQ       | NQ       | NQ      |
| Bieg na 1500 m             | Nicole Sifuentes                                                    | 4:08,54      | 16. Q      | 4:06,30      | 12.      | NQ       | NQ      |
| Bieg na 1500 m             | Kate van Buskirk                                                    | 4:08,65      | 18. q      | 4:07,36 (PB) | 15.      | NQ       | NQ      |
| Bieg na 100 m przez płotki | Angela Whyte                                                        | 12,93        | 7. Q       | 12,76        | 7. Q     | 12,78    | 6.      |
| Bieg na 100 m przez płotki | Jessica Zelinka                                                     | 13,15        | 17. Q      | 13,12        | 19.      | NQ       | NQ      |
| Bieg na 400 m przez płotki | Noelle Montcalm                                                     | 57,50        | 24.        | NQ           | NQ       | NQ       | NQ      |
| Maraton                    | Krista Duchene                                                      | —            | —          | —            | —        | DNF      |         |
| Maraton                    | Lanni Marchant                                                      | —            | —          | —            | —        | 3:01:54  | 44.     |
| Sztafeta 4 × 100 m         | Crystal Emmanuel Kimberly Hyacinthe Shai-Anne Davis Khamica Bingham | 42,99 (NR)   | 8. Q       | —            | —        | 43,28    | 6.      |
| Sztafeta 4 × 400 m         | Alicia Brown Sarah Wells Noelle Montcalm Jenna Martin               | 3:31,09 (SB) | 12.        | —            | —        | NQ       | NQ      |

#### Konkurencje techniczne
| Konkurencja    | Zawodniczka           | Eliminacje | Eliminacje | Finał          | Finał   |
| Konkurencja    | Zawodniczka           | Rezultat   | Pozycja    | Rezultat       | Pozycja |
| -------------- | --------------------- | ---------- | ---------- | -------------- | ------- |
| Skok w dal     | Christabel Nettey     | 6,47 m     | 20.        | NQ             | NQ      |
| Rzut oszczepem | Krista Woodward       | 58,86 m    | 17.        | NQ             | NQ      |
| Rzut młotem    | Sultana Frizell       | 69,06 m    | 16.        | NQ             | NQ      |
| Siedmiobój     | Brianne Theisen-Eaton | —          | —          | 6530 pkt. (PB) | srebro  |